# Xibam-Haraz
Xibam-Haraz és una muntanya del Iemen de 2.940 metres, part dels massís d'Haraz a uns 60 km a l'oest-sud-oest de Sanà. Al cim hi ha una fortalesa anomenada Xibam-Haraz que domina la població de Manakha més avall. És coneguda perquè aquí (en concret a la muntanya de Masar de 2.810 metres, a uns 7 km a l'oest-nord-oest) es va revoltar (1047/1048) Alí ibn Muhàmmad el fundador de la dinastia sulàyhida, proclamant la dawa fatimita al país. Aleshores els ismaïlites ja havien establert una bona base de poder a la regió de Haraz per les seves predicacions durant un cert temps. Alí hauria fundat una residència en aquesta muntanya. La regió va restar independent fins al segle xix sota un govern ismaïlita, sent conegut l'estat com a Haraz. Va estar molt de temps aliat o vinculat a l'estat de Najran. Xibam-Haraz i Manakha foren ocupades pels otomans el 1871 i van esdevenir una base turca fins al 1918 quan la van evacuar i va quedar en mans de l'imam i després de la república (1962).